# Guntis Ulmanis
Guntis Ulmanis (13. september 1939 i Riga i Letland) er en lettisk politiker, og var den femte lettiske præsident. Ulmanis blev valgt som Letlands præsident i 1993 af Letlands parlament Saeima, og han genvalgtes for endnu en periode i 1996.
Ulmanis' bedstefar var bror til daværende lettiske præsident og premierminister Kārlis Ulmanis. I 1941 søgte Guntis Ulmanis og hans familie tilflugt i Krasnojarsk Oblast i Sibirien. I 1946 kom han tilbage til Letland, men hans familie fik ikke lov til at bosætte sig i Riga, og de derfor slog sig ned i Edolē i Kuldīgas distrikt. I 1949 skulle resten af Ulmanis' familie have være forvist, hvilket de var i stand til at undgå, da skæbnen ville, at hans mor giftede sig igen, og hans nye efternavn blev Rumpītis. De flyttede derefter til Jūrmala, hvor Ulmanis gik i skole. Efter eksamen gik han på det økonomiske fakultet ved Letlands Universitet.
Efter at have afsluttet sine studier ved universitetet i 1963, blev Ulmanis indkaldt til hæren, hvor han tjente i to år. I 1965 meldte Ulmanis sig ind i Sovjetunionens kommunistiske parti. Han begyndte at arbejde som økonom på en byggeplads og blev senere forfremmet til sporvogns- og trolleybusadministrator i Riga. Derefter avancerede Ulmanis til stillingen som næstformand for planlægningsudvalget i Rigas eksekutivkomite. Men, hans familiemæssige tilknytning til præsident Kārlis Ulmanis blev opdaget, og han blev fyret i 1971. Ulmanis arbejdede i lavere stillinger i Rigas kommunale servicesystem. For nogen tid arbejdede han som lærer, og underviste i økonomisk planlægning på Rigas Polytekniske Institut og Letlands Universitet.